# 夏尔·库尔努瓦耶
夏尔·库尔努瓦耶（法語：Charle Cournoyer，1991年6月11日—），加拿大男子短道速滑运动员。他曾代表加拿大参加2014年和2018年冬季奥林匹克运动会短道速滑比赛，获得二枚铜牌。